# Xanana Gusmão
Kay Rala Xanana Gusmão (Manatuto, 20 de junho de 1946) é um político timorense e foi o 1.º presidente eleito de Timor-Leste entre 2002 e 2007, tendo sido primeiro-ministro do país entre 2007 e 2015, cargo que ocupa novamente desde julho de 2023. Foi um dos principais activistas pela independência de seu país durante largos anos, na resistência timorense, durante a ocupação indonésia.
Durante o início da década de 1990, Gusmão envolveu-se na diplomacia e na utilização dos meios de comunicação, instrumento utilizado para alertar o mundo para o massacre ocorrido no cemitério de Santa Cruz em 12 de novembro de 1991. Gusmão foi entrevistado pelos media internacionais e chamou a atenção do mundo inteiro.
Com o seu alto perfil, Gusmão converte-se em objectivo principal do governo indonésio. Uma campanha para capturá-lo finalmente ocorre em novembro de 1992. Em novembro de 1992 foi preso, submetido à tortura do sono, julgado e condenado a prisão perpétua pelo governo indonésio. Foi-lhe negado o direito a se defender. Passou sete anos na prisão de Cipinang em Jacarta. A sua libertação, no entanto, ocorreria em fins de 1999. Durante o cativeiro foi visitado por representantes das Nações Unidas e altos dignitários como Nelson Mandela.

## Biografia

### Juventude
Kay Rala Xanana Gusmão nasceu em Manatuto, quando o país estava sob o domínio português, filho de professores. Estudou num colégio jesuíta. Depois de deixar o colégio com dezesseis anos (por razões económicas), em 1965, com 19 anos, conheceu Emília Baptista, que mais tarde se tornaria sua esposa.
Em 1966, Gusmão passou a ter um emprego no Estado e com um salário melhor pôde voltar a estudar. Em 1968, Gusmão serviu o exército português por três anos.

### Os anos antes da invasão indonésia
Em 1971, completou o serviço militar e em 1974 envolveu-se na organização nacionalista encabeçada por José Ramos-Horta. Em abril desse mesmo ano foi contratado para integrar a equipa do semanário A Voz de Timor, o primeiro jornal do Timor Português.
Nesse ano, na sequência da Revolução de 25 de abril em Portugal, o governador Mário Lemos Pires anunciou a intenção de dar autodeterminação a Timor Português. Os planos contemplavam a realização de eleições gerais para um Governo de transição e um referendo em 1978.
No ano de 1975, ocorreram conflitos entre duas facções rivais em Timor Português. Gusmão passou a ser membro da FRETILIN (Frente Revolucionária de Timor-Leste Independente) que era favorável à sua opinião sobre a Independência de Timor, ao contrário da facção rival, a UDT (União Democrática Timorense), pela qual foi preso.
Tirando partido da desordem interna, e desejosa por absorver a Província, a Indonésia começou uma campanha de desestabilização, fazendo incursões no território a partir da parte ocidental da ilha de Timor.
Em 1975, a FRETILIN, com o controle do Timor Português, libertou Gusmão. Ocupando Gusmão a posição de secretário de imprensa da FRETILIN, esta declarou a independência de Timor Português como República Democrática de Timor-Leste.

### Invasão indonésia, resistência e prisão
Nove dias depois a Indonésia invadiu Timor-Leste. Nesse momento, Gusmão estava a visitar uns amigos nos arredores de Díli e pôde observar a invasão das colinas. Nos dias seguintes buscou refúgio junto da família.
Depois da formação do "Governo Provisório de Timor-Leste", Gusmão envolveu-se totalmente nas atividades da resistência. Gusmão foi responsável pela organização da resistência, indo de aldeia em aldeia em busca de apoio popular e de recrutas. Em meados da década de 1980 passa a ser o grande líder da resistência.
Durante o início da década de 1990, Gusmão envolveu-se na diplomacia e na utilização dos meios de comunicação, instrumento utilizado para alertar o mundo para o massacre ocorrido no cemitério de Santa Cruz em 12 de novembro de 1991. Gusmão foi entrevistado pelos media internacionais e chamou a atenção do mundo inteiro.
Com o seu alto perfil, Gusmão converte-se em objectivo principal do governo indonésio. Uma campanha para o capturar finalmente ocorre em novembro de 1992. Em novembro de 1992 foi preso, submetido à tortura do sono, julgado e condenado a prisão perpétua pelo governo indonésio. Foi-lhe negado o direito a se defender. Passou sete anos na prisão de Cipinang em Jacarta. A sua libertação, no entanto, ocorreria em fins de 1999. Durante o cativeiro foi visitado por representantes das Nações Unidas e altos dignitários como Nelson Mandela.

### Referendo e administração das Nações Unidas
Em 30 de agosto de 1999 é realizado um referendo em Timor-Leste, com a esmagadora maioria da população a votar pela independência do território. Perante isso, os militares indonésios e os grupos paramilitares por eles apoiados e armados começaram uma campanha de terror que trouxe consequências terríveis. Apesar do governo indonésio negar estar por detrás desta ofensiva, foi condenado internacionalmente por não evitar a acção. Como resultado da pressão diplomática internacional, uma força de pacificação da ONU, constituída maioritariamente por soldados australianos entrou em Timor-Leste e Gusmão foi libertado. Com o seu regresso a Díli começou uma campanha de reconciliação e de reconstrução.
Gusmão foi convidado para governar juntamente com a administração da ONU até 2002. Durante este tempo promoveu continuamente campanhas para a unidade e a paz dentro de Timor-Leste e assumiu-se como o líder de facto na nova nação.

### Eleição como presidente (2002) até a actualidade

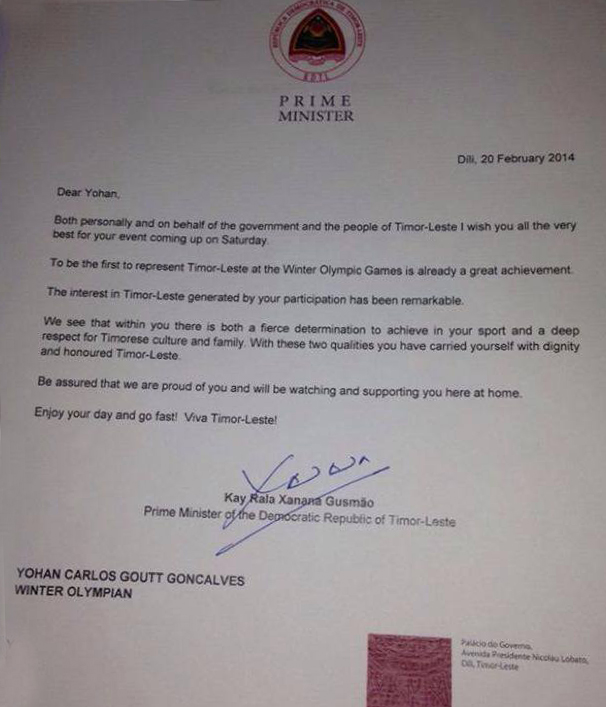
Carta do Primeiro-Ministro, Xanana Gusmão, felicitando o esportista Yohan Goutt Gonçalves

As eleições presidenciais, em abril de 2002, deram-lhe a vitória de forma retumbante, convertendo-o no primeiro presidente de Timor-Leste quando o país se tornou formalmente independente, em 20 de maio de 2002.
No início de 2007 anuncia que não é candidato à reeleição. Funda, com o objetivo de concorrer às eleições legislativas de 30 de Junho, um novo partido político cuja sigla é CNRT, a mesma do antigo Conselho Nacional de Resistência Timorense, o que causa polémica. Do acto eleitoral sai indigitado como novo primeiro-ministro do país, fruto de coligações pós-eleitorais com outras forças políticas da oposição, embora o seu partido não fosse o mais votado.
Em janeiro de 2015, Xanana Gusmão anunciou que iria abandonar o seu cargo de primeiro-ministro. Sua renúncia foi confirmada em Fevereiro do mesmo ano.
Em Março de 2015 é o ministro do Planeamento e Investimento Estratégico de Timor-Leste.
Em 2023, após eleições legislativas, liderou o CRNT, que obteve cerca de 42% dos votos, e formou coligação com o Partido Democrático. Assim, tomou posse a 1 de julho de 2023 como primeiro-ministro, pela segunda vez.

## Vida privada
Em 1968 casou-se com Emília Baptista, de quem teve um filho e uma filha, chamados Eugénio e Zenilda. Divorciaram-se em 1999. Emília vive actualmente na Austrália.
Foi casado com Kirsty Sword Gusmão de 2000 a 2015, uma australiana que conheceu na prisão e de quem tem três filhos: Alexandre, Kay Olok e Daniel. Separaram-se em 2015.

## Livros
Gusmão publicou uma autobiografia chamada Resistir é Vencer.

## Prémios e homenagens
Prémios
- Em 1999, foi-lhe outorgado o Prémio Sakharov para a Liberdade de Pensamento
- Em 2000, o Prémio da Paz de Sydney, pela sua "Coragem e Liderança para a Independência do povo de Timor-Leste"
- Em 2000, o Prémio Gwangju de Direitos Humanos (Coreia do Sul)[6]

Doutoramentos honoris causa
- Xanana Gusmão já recebeu vários doutoramentos honoris causa, nomeadamente das universidades de Coimbra,[nota 1] do Porto[nota 2] e Lusíada (Portugal), Madeira, Charles Darwin[nota 3] e Vitória (Austrália), Suncheon (Coreia do Sul), Takushoku (Japão).[8]

Condecorações
- A 9 de junho de 1993 foi agraciado com a Grã-Cruz da Ordem da Liberdade de Portugal,[9] enquanto estava preso pelo governo indonésio.
- A 14 de fevereiro de 2006 foi agraciado com o Grande-Colar da Ordem do Infante D. Henrique de Portugal.[9]
- A 3 de março de 2011 foi agraciado com a Grã-Cruz da Ordem do Ipiranga do Brasil.[10]